# 阿布勒-卡西姆·巴布爾·本·拜宋豁兒
阿布勒－卡西姆·巴布爾·米尔扎·本·拜宋豁兒·贝伊（英語：Abul-Qasim Babur Mirza），帖木兒帝國蘇丹（1449年－1457年），統治地區為呼羅珊。

## 生平
阿布勒－卡西姆·巴布爾是沙哈魯之孫，拜宋豁兒之子。1447年，當沙哈魯在前往波斯途中病故，由長子兀魯伯（Ulugh Beg）繼承王位。當時沙哈魯的妻子高哈爾紹德支持兀魯伯的兒子阿不都·剌迪甫取得兵權，但是另一方面卻支持拜宋豁兒的一派叛亂。阿不都·剌迪甫遂將高哈爾紹德囚禁，他在達姆甘戰役中雖然獲勝，但是卻被敵軍包圍，在內沙布爾戰役中被擒，高哈爾紹德被釋放。阿布勒－卡西姆·巴布爾於1448年趁機攻取呼羅珊並成為當地的統治者，與弟弟蘇丹·穆罕默德及兀魯伯三分帖木兒帝國。
1450年，蘇丹·穆罕默德入侵呼羅珊，阿布勒－卡西姆·巴布爾先敗後勝，活捉蘇丹·穆罕默德並將他處死，跟着入侵他在法爾斯領地，進軍設拉子。另一方面，黑羊王朝的傑汗·沙赫再不臣屬帖木兒帝國，趁機侵佔薩韋及庫姆，阿布勒－卡西姆·巴布爾只好回師赫拉特。黑羊王朝於1453年已經將大部份的波斯地區侵佔，帖木兒帝國再也不能奪回波斯地區。1454年，阿布勒－卡西姆·巴布爾入侵由統治的帖木兒的曾孫、沙哈魯三兄米蘭沙的孫兒卜撒因統治的河中地區以報復後者侵佔巴爾赫，並快速圍攻撒馬爾罕，然而很快雙方便達成和議，以阿姆河為界分治。
1457年，阿布勒－卡西姆·巴布爾逝世，由其子米兒咱·沙·馬赫穆德以11歲之齡繼承，卻於數週後被堂兄易卜拉欣·米尔扎逐出赫拉特。